# Liste der Abgeordneten im Nationalparlament Osttimors
Dies ist eine Liste von Listen der Abgeordneten zum Nationalparlament Osttimors.

## Liste
- Liste der Abgeordneten im Nationalparlament Osttimors 2001–2007
- Liste der Abgeordneten im Nationalparlament Osttimors 2007–2012
- Liste der Abgeordneten im Nationalparlament Osttimors 2012–2017
- Liste der Abgeordneten im Nationalparlament Osttimors 2017–2018
- Liste der Abgeordneten im Nationalparlament Osttimors 2018–2023
- Liste der Abgeordneten im Nationalparlament Osttimors 2023–2028